# Гуденієві
Гуденієві (Goodeniaceae) — родина дводольних рослин, що входить в порядок айстроцвіті (Asterales).
Багаторічні трави, напівчагарники або чагарники.
Листки цілісні, чергові або зрідка супротивні; прилистників немає.
Квітки протандричні. Чашечка трубчаста, частіше п'ятилопатева. Віночок різних забарвлень. Тичинок п'ять. Гінецей з двох плодолистків.
Плід — коробочка, рідше горіх або кістянка; зародок прямий.

## Роди
- Anthotium R.Br.
- Brunonia Sm. — Брунонія
- Coopernookia Carolin
- Dampiera R.Br.
- Diaspasis R.Br.
- Goodenia Sm. — Гуденіятиповий
- Lechenaultia R.Br.
- Pentaptilon E.Pritz.
- Scaevola L. — Сцевола
- Selliera Cav.
- Velleia Sm. — Веллея
- Verreauxia Benth.